# José Penalva Franco Frazão

José Penalva Franco Frazão.

José Penalva Franco Frazão,  (Lisboa, 2 de Junho de 1899 - 17 de Julho de 1963), 2º Conde de Penha Garcia, foi um político e economista português responsável pelo ministério da Agricultura entre 8 de Agosto de 1932 e 11 de Abril de 1933. Licenciado em Ciências Económicas e Sociais foi, entre outros cargos, administrador da Companhia dos Caminhos de Ferro Portugueses e presidente da Junta Nacional do Vinho (actual Instituto da Vinha e do Vinho), em três períodos consecutivos de 1937 a 1953.